# Scottish Premiership

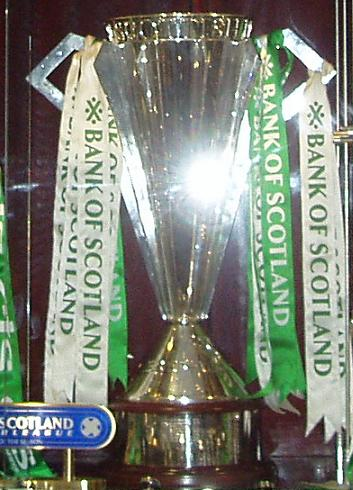
Trofee Scottish Premiership

De Scottish Premiership (cinch Premiership naar de sponsor) is de hoogste voetbalafdeling in Schotland. De competitie werd opgericht in juli 2013 na de afschaffing van de Scottish Premier League.

## Competitieopzet
De competitie bestaat uit twaalf clubs die elkaar in het reguliere seizoen drie keer ontmoeten, voor een totaal van drieëndertig wedstrijden per club. Aan het eind van het seizoen wordt de competitie gesplitst in een kampioenengroep en een degradatiegroep. De zes bovenste clubs van de ranglijst spelen in de kampioenengroep en ontmoeten elkaar daar eenmaal voor een totaal van vijf wedstrijden per club. Het totale aantal wedstrijden bedraagt hiermee dus achtendertig wedstrijden per club. Voor de degradatiegroep geldt hetzelfde principe, waarbij de club die uiteindelijk op de twaalfde en laatste plaats eindigt degradeert naar de Scottish Championship. De nummer elf van de uiteindelijke ranglijst speelt een play-off om promotie/degradatie tegen de nummer twee, drie of vier van de Scottish Championship.

### Europees voetbal
De nummers een en twee plaatsen zich voor respectievelijk de derde en tweede kwalificatieronde van de UEFA Champions League. De bekerwinnaar plaatst zich voor de play-offs van de UEFA Europa League. De nummers drie en vier plaatsen zich voor de tweede kwalificatieronde van de UEFA Europa Conference League.

## Kampioenen
| Seizoen | D. | Kampioen | Statistieken | Statistieken | Statistieken | Statistieken | Statistieken | Trainer              |
| Seizoen | D. | Kampioen | W.           | O.           | G.           | V.           | P.           | Trainer              |
| ------- | -- | -------- | ------------ | ------------ | ------------ | ------------ | ------------ | -------------------- |
| 2013/14 | 12 | Celtic   | 38           | 31           | 6            | 1            | 99           | Neil Lennon          |
| 2014/15 | 12 | Celtic   | 38           | 29           | 5            | 4            | 92           | Ronny Deila          |
| 2015/16 | 12 | Celtic   | 38           | 26           | 8            | 4            | 86           | Ronny Deila (2)      |
| 2016/17 | 12 | Celtic   | 38           | 34           | 4            | 0            | 106          | Brendan Rodgers      |
| 2017/18 | 12 | Celtic   | 38           | 24           | 10           | 4            | 82           | Brendan Rodgers (2)  |
| 2018/19 | 12 | Celtic   | 38           | 27           | 6            | 5            | 87           | Neil Lennon (2)      |
| 2019/20 | 12 | Celtic   | 30           | 26           | 2            | 2            | 80           | Neil Lennon (3)      |
| 2020/21 | 12 | Rangers  | 38           | 32           | 6            | 0            | 102          | Steven Gerrard       |
| 2021/22 | 12 | Celtic   | 38           | 29           | 6            | 3            | 93           | Ange Postecoglou     |
| 2022/23 | 12 | Celtic   | 38           | 32           | 3            | 3            | 99           | Ange Postecoglou (2) |
| 2023/24 | 12 | Celtic   | 38           | 29           | 6            | 3            | 93           | Brendan Rodgers (3)  |
| 2024/25 | 12 | Celtic   | 38           | 29           | 5            | 4            | 92           | Brendan Rodgers (4)  |
| 2025/26 | 12 |          | 38           |              |              |              |              |                      |

### Statistieken

#### Titels per club
| Team    | T. | Jaren kampioen                                                                                    |
| ------- | -- | ------------------------------------------------------------------------------------------------- |
| Celtic  | 11 | 2013/14, 2014/15, 2015/16, 2016/17, 2017/18, 2018/19, 2019/20, 2021/22, 2022/23, 2023/24, 2024/25 |
| Rangers | 1  | 2020/21                                                                                           |

#### Trainers met meerdere titels
| Trainer          | T. | Jaren kampioen                     |
| ---------------- | -- | ---------------------------------- |
| Brendan Rodgers  | 4  | 2016/17, 2017/18, 2023/24, 2024/25 |
| Neil Lennon      | 3  | 2013/14, 2018/19, 2019/20          |
| Ange Postecoglou | 2  | 2021/22, 2022/23                   |
| Ronny Deila      | 2  | 2014/15, 2015/16                   |

## Statistieken

### Aantal seizoenen in Scottish Premiership
De clubs in het vet weergegeven, spelen in het seizoen 2025/26 in de Scottish Premiership.
| Team                            | 13 | Jaren                       |
| ------------------------------- | -- | --------------------------- |
| Aberdeen FC                     | 13 | 2013-                       |
| Celtic FC                       | 13 | 2013-                       |
| Dundee FC                       | 9  | 2014-2019, 2021-2022, 2023- |
| Dundee United FC                | 8  | 2013-2016, 2020-2023, 2024- |
| Falkirk FC                      | 1  | 2025-                       |
| Hamilton Academical FC          | 7  | 2014-2021                   |
| Heart of Midlothian FC          | 11 | 2013-2014, 2015-2020, 2021- |
| Hibernian FC                    | 10 | 2013-2014, 2017-            |
| Inverness Caledonian Thistle FC | 4  | 2013-2017                   |
| Kilmarnock FC                   | 12 | 2013-2021, 2022-            |
| Livingston FC                   | 7  | 2018-2024, 2025-            |
| Motherwell FC                   | 13 | 2013-                       |
| Partick Thistle                 | 5  | 2013-2018                   |
| Rangers FC                      | 10 | 2016-                       |
| Ross County FC                  | 11 | 2013-2018, 2019-2025        |
| St. Johnstone FC                | 12 | 2013-2025                   |
| St. Mirren FC                   | 10 | 2013-2015, 2018-            |

### Topscorers
| Seizoen | Speler              | Club                | Goals |
| ------- | ------------------- | ------------------- | ----- |
| 2013-14 | Kris Commons        | Celtic              | 27    |
| 2014-15 | Adam Rooney         | Aberdeen            | 18    |
| 2015-16 | Leigh Griffiths     | Celtic              | 31    |
| 2016-17 | Liam Boyce          | Ross County         | 23    |
| 2017-18 | Kris Boyd           | Kilmarnock          | 18    |
| 2018-19 | Alfredo Morelos     | Rangers FC          | 17    |
| 2019-20 | Odsonne Édouard     | Celtic              | 22    |
| 2020-21 | Odsonne Édouard     | Celtic              | 18    |
| 2021-22 | Giorgos Giakoumakis | Celtic              | 13    |
| 2021-22 | Regan Charles-Cook  | Ross County         | 13    |
| 2022-23 | Kyogo Furuhashi     | Celtic              | 27    |
| 2023-24 | Lawrence Shankland  | Heart of Midlothian | 24    |
| 2024-25 | Cyriel Dessers      | Rangers             | 18    |